# أناليزه بروبست
أناليزه بروبست (بالألمانية: Anneliese Probst)‏ هي كاتِبة وكاتبة للأطفال وكاتبة سيناريو ألمانية، ولدت في 23 مارس 1926 في دوسلدورف في ألمانيا، وتوفيت في 10 أكتوبر 2011 في Holleben ‏ في ألمانيا.